# Paucivena
Paucivena är ett släkte av fjärilar. Paucivena ingår i familjen säckspinnare.
Kladogram enligt Catalogue of Life:
| Paucivena | \| \| Paucivena hispaniolae \| \| \| \| \| \| Paucivena reticulata \| \| \| \| |
|           | \| \| Paucivena hispaniolae \| \| \| \| \| \| Paucivena reticulata \| \| \| \| |
|           | Paucivena hispaniolae                                                          |
|           |                                                                                |
|           | Paucivena reticulata                                                           |
|           |                                                                                |